# Dusona pallescens
Dusona pallescens là một loài tò vò trong họ Ichneumonidae.